# Андреј Иванович (кнез Старицки)
Андреј Иванович Старицки (Москва, 5. август 1490 – 11. децембар 1537) – удеони кнез Старицки (1519—1537), шести и најмлађи син великог кнеза московског Ивана III Васиљевича и велике кнегиње Софије Фоминичне Палеолог.
Именован у част светог мученика Андреја Стратилата.

## Биографија
Нема информација о Андрејевом раном детињству. Помиње се само да је он, заједно са осталом децом великог кнеза Ивана III, пратио њиховог оца на ходочашће у Тројице-Сергијев манастир, затим у Ростов и Јарослављ.
Године 1505., према тестаменту свог оца великог кнеза Ивана III Васиљевича, Андреј је добио као своју удеону кнежевину Старицу, Вереју са војвођама, Вишгород са својим волостима, Алексин са округом, Љубуцк, Холм, Нови Городок и кнежевине Олешња и Сињаја. У стварности, наследник је постао касније, после смрти свог брата, кнеза Семјона Калушког (умро јуна 1518. године). Исте године на престо је ступио његов старији брат велики кнез Василије III. Као и другој његовој браћи, њему је очигледно било забрањено да се ожени све док велики кнез Василије III не добије наследника, односно до 1530. године.
Заједно са братом и његовом пратњом, 23. септембра 1509. године одлази из Москве у Велики Новгород.
У пролеће 1514. године, оставио га је велики кнез Василије III у Москви, а он је кренуо у трећи поход на Смоленск. Исте године помиње га гувернер Аргуновске волости.
Заједно са браћом примио је 19. маја 1517. године, амбасадора Светог римског цара Максимилијана I Сигисмунда Херберштајнског.
У мају 1518. године, заједно са братом кнезом Семјоном од Калуге, позвао га је велики кнез Василије III у Волоколамск у лов.
Фебруара 1519. године, добио је од брата Старицу, Вереју, Вишгород и Алексин у наследство.
У јуну 1521. године, кримски кан Мухамед Гирај упао је преко границе Московске државе. Кнез Андреј Старицки је послат са војском против Кримљана, али је 28. јуна на реци Оки доживео пораз, делом због своје непажње. Кримљани успевају да пређу реку, а кнез Андреј бежи.
Лета 1523. године пратио је свог брата великог кнеза Василија III на путовању у Нижњи Новгород.
Године 1525. присуствовао је судском црквеном сабору.
У јануару 1526. године, био је присутан на венчању свог брата, великог кнеза Василија III, и кнегиње Јелене Васиљевне Глинске, седећи за столом „у хиљаду људи“.
У септембру 1527. године, кримски принц Ислам Гирај је дошао у Русију. Заједно са великим кнезом Василијем III и својим братом кнезом Јуријем Дмитровским, он креће из Москве ка Коломенском, а команданти ка обалама Оке, где побеђују и прогоне кримску војску.
Године 1531. присуствовао је судском црквеном сабору.
У септембру 1532. године, био је присутан заједно са својом браћом на освећењу цркве Вазнесења Господњег у Коломенском од стране митрополита Данила. У новембру је са браћом присуствовао крштењу свог синовца кнеза Јурија Васиљевича; Церемонију је у Тројице-Сергијевом манастиру обавио игуман Јоасаф Скрипицин.
Године 1533. добио је дозволу да се ожени од свог брата великог кнеза Василија III, који је до тада имао два сина, користећи формулу „гранта“. „У недељу о царинику и фарисеју“ (у овом случају, 2. фебруара, али званични записи датирају венчање у јануар), кнез Андреј Старички жени се кнегињом Ефросином, ћерком кнеза Андреја Фјодоровича Хованског. Велики кнез Василије III са супругом великом кнегињом Јеленом Глинском и сином кнезом Иваном Васиљевичем присуствује његовом венчању у Успенском храму Московског Кремља. Млади пар венчава митрополит Данило. Средином августа исте године, заједно са братом кнезом Јуријем и гувернерима, послат је на Оку да брани јужне границе од инвазије Кримљана.
Непосредно пре смрти, велики кнез Василије III је прогласио свог сина Ивана својим наследником. У ноћи између 3. и 4. децембра 1533. године, велики кнез Василије III умире и чак пре сахране 4. децембра, митрополит Данило позива кнеза Андреја са његовим братом кнезом Јуријем Дмитровским, као и кнежевима, бојарима и бојарском децом, доводећи их да целивају крст.
Кнез Андреј је био међу ретким људима који су чули последњу вољу монарха, и у присуству митрополита Данила, целивао је крст у знак оданости наследнику великом кнезу Ивану IV и његовој мајци и владарки великој кнегињи Јелени Глинској. Присуствовао је сахрани свог брата, великог кнеза Василија III.
Након 40 дана жалости, кнез Андреј се обратио великој кнегињи Јелени Глинској са захтевом да прошири своје поседе. Велика кнегиња Јелена је одбила, а увређени кнез Андреј је отишао у Старицу у марту 1534. године. У Старици су се многи незадовољни моћи Глинских и њиховим окрутностима почели окупљати око кнеза Андреја. Да би разјаснио однос, кнез Василије Васиљевич Шујски је путовао из Москве у Старицу у име велике кнегиње Јелене, а затим је и кнез Андреј отпутовао у Москву ради личних објашњења. Упркос међусобним уверавањима у верност и љубав, међусобно неповерење се само повећавало. Након тога, кнез Андреј није одговорио на нове позиве велике кнегиње Јелене да посети Москву. Лета исте године, поменут је на челу војске стациониране у Боровску. По наређењу велике кнегиње Јелене Глинске, његов брат кнез Јуриј је заробљен 11. децембра 1534. године и провео је мање од три године у заточеништву, умрвши 3. августа 1536. године „мученичком смрћу“.
У мају 1537. године, кнез Василије Фјодорович Голубој-Ростовски је обавестио кнеза Ивана Фјодоровича Овчину-Оболенског да кнез Андреј планира да побегне у Литванију. Велика кнегиња Јелена је послала свог миљеника, кнеза Оболенског, да спречи кнеза Андреја да побегне. Напустивши Старицу, кнез Андреј се зауставио у селу Берново, одакле је слао писма бољарској деци позивајући их да му служе. Многа деца бојара су одговорила на писмо, формирајући значајан одред. Андрејев непосредни циљ био је да оде у Новгород и заузме га. Одред је заустављен близу Новгорода, захваљујући изградњи дрвене, ниске, „човек стојеће“ тврђаве од стране великокнежевог писара Јакова Васиљевича Шишкина за пет дана у случају одбране од побуњеника, али то је било довољно да кнез Андреј пристане да положи оружје и преда се у селу Тухол на милост и немилост Оболенском, који га је, под заклетвом да ће му сачувати слободу и наследство, довео са породицом у Москву 1. јуна.
У Москви је осуђен и бачен у затвор са целом породицом. Андреј је преминуо неколико месеци касније и сахрањен је са великим почастима у Архангелској цркви у Москви. У вези са побуном, један број његових бољара је подвргнут трговачкој егзекуцији и затвору; Неколико новгородских земљопоседника који су дошли да му служе јавно су погубљени.
Из брака са кнегињом Ефросином имао је јединог сина, кнеза Владимира.

## Мишљење историчара
Према речима историчара Н. М. Карамзина:
„Кнез Андреј Иванович, будући слабог карактера и без икаквих блиставих особина, уживао је спољашње знаке поштовања на двору и у савету бојара, који су му у односима са другим силама дали име првог повереника државе; али у ствари није узимао никаквог учешћа у влади; „Оплакивао је судбину свог брата, дрхтао за себе и колебао се у неодлучности: понекад је желео услуге двора, понекад се показивао као његов нескромни богохулник, следећи савете својих фаворита.“

## Старица
У Старици је кнез Андреј основао Светоуспенски манастир: изграђени су црква Успења Пресвете Богородице, зидана црква изнад Светих врата, дрвени звоник и камене зграде за игумана и братију.

## Прича о заробљавању кнеза Андреја Ивановича Старицког
„Прича о заробљавању кнеза Андреја Ивановича Старицког“ позната је у једном непотпуном примерку као део књижевне збирке. Написана је у XVI веку и говори о уклањању кнеза Андреја са власти од стране владе велике кнегиње Јелене Глинске. Ова прича је такође позната из извештаја из 1537. године у Воскресенским и Вологодско-Пермским хроникама, међутим, Повест је прожета саосећањем према кнезу Андреју и његовим присталицама.